# 圣莫里斯 (涅夫勒省)
圣莫里斯（法語：Saint-Maurice，法語發音：[sɛ̃ moʁis] ⓘ）是法国涅夫勒省的一个市镇，位于该省中部，属于讷韦尔区。

## 地理
圣莫里斯（47°6'31"N, 3°34'24"E）面积10.39 平方千米，位于法国勃艮第-弗朗什-孔泰大區涅夫勒省，该省份为法国中部省份，北至约讷省，西北接卢瓦雷省，西接谢尔省，南至阿列省，东南接索恩-卢瓦尔省，东临科多尔省。
与圣莫里斯接壤的市镇（或旧市镇、城区）包括：克吕拉维尔、巴佐勒、蒙塔帕、蒙和马雷、圣索日。

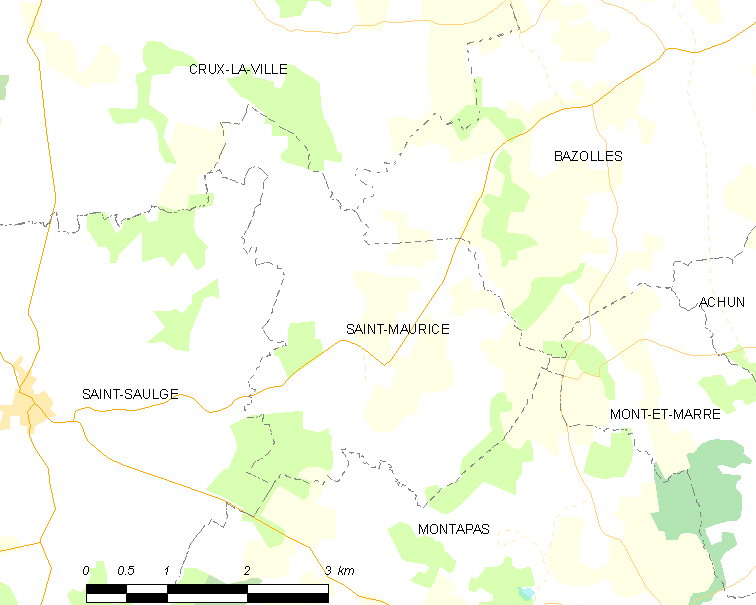
的OSM定位图

圣莫里斯的时区为UTC+01:00、UTC+02:00（夏令时）。

## 行政
圣莫里斯的邮政编码为58330，INSEE市镇编码为58257。

## 政治
圣莫里斯所属的省级选区为盖里尼县。

## 人口

1962-2008年间人口变化图示

圣莫里斯于2022年1月1日时的人口数量为54人。